# Partido Democrático Laborista (Barbados)
El Partido Democrático Laborista (en inglés: Democratic Labour Party), a veces abreviado como DLP o Partido Democrático, y con sus miembros siendo comúnmente denominados Dems (Demócratas), es un partido político barbadense establecido el 27 de abril de 1955. Se fundó inicialmente como una escisión izquierdista e independentista del Partido Laborista de Barbados (BLP) y desde su fundación ha sido su principal oponente electoral. Su primer líder fue Charlie Broome, desde la fundación hasta su fallecimiento en 1959. Errol Barrow, su sucesor, condujo a la formación a una victoria en las elecciones generales de 1961, ganando también en 1966. El DLP gobernaba la colonia al momento de su independencia del Reino Unido como un Reino de la Mancomunidad el 30 de noviembre de 1966.
Tras vencer una vez más en 1971, el DLP fue finalmente derrotado por el BLP en 1976. Permaneció en oposición hasta 1986, cuando recuperó el poder aun bajo el liderazgo de Errol. Errol falleció solo un año después de la victoria y fue sucedido por Lloyd Erskine Sandiford, que gobernó hasta una nueva derrota electoral en 1994. Durante el gobierno de Owen Arthur (del BLP), el DLP pasó a ser liderado por David Thompson, que se convirtió en primer ministro tras un triunfo en enero de 2008. Thompson falleció en octubre de 2010, dejando a Freundel Stuart a cargo del gobierno. reelegido en 2013, el gobierno de Stuart tuvo que enfrentar una debacle económica posterior a la crisis financiera de fines de la década anterior. En las elecciones generales de 2018, el DLP resultó aplastantemente derrotado por BLP, que obtuvo todos lo escaños en la Cámara de la Asamblea, viéndose por primera vez el partido fuera del Parlamento. Verla De Peiza asumió como líder del DLP, la primera mujer en ocupar el cargo, luego de la derrota.
En un principio fundado como un partido socialdemócrata, independentista y republicano, situado a la centroizquierda del espectro político, el DLP al igual que el BLP es considerado un partido ideológicamente diverso con diversas variantes, pues la competencia política barbadense está realmente signada por los lazos familiares, el personalismo y la situación económica del momento.

## Resultados electorales
|  | 19.92 % |

|  | 36.30 % |

|  | 49.56 % |

|  | 57.41 % |

|  | 46.44 % |

|  | 47.13 % |

|  | 59.46 % |

|  | 50.28 % |

|  | 38.33 % |

|  | 35.08 % |

|  | 44.28 % |

|  | 52.53 % |

|  | 51.30 % |

|  | 22.10 % |

|  | 26.55 % |